# Гуэррини, Олиндо
Олиндо Гуэррини (итал. Olindo Guerrini; 1845—1916) — итальянский писатель

 и поэт, более известный под псевдонимом Лоренцо Стеккетти, доктор юридических наук, заведующий библиотекой в Болонском университете. Также использовал псевдонимы Argia Sbolenfi, Mercutio, Bepi, Pulinera, Giovanni Dareni и Marco Balossardi.

## Биография
Олиндо Гуэррини родился 4 октября 1845 года в итальянском городке Форли, стоящем на древней Эмилиевой дороге. Его отец Анджело (1808—1873) был деревенским фармацевтом; он хотел, чтобы его единственный сын (кроме него была только старшая дочь Луиза) продолжил семейное дело. Гуэррини учился в муниципальном колледже Равенны, откуда в 1859 году он был исключён за нарушение дисциплины и перешёл в Туринский национальный колледж (итал. Collegio Nazionale di Torino), по окончании которого заявил отцу, что не намерен продолжать его дело и, к большому неудовольствию последнего, поступил на юридический факультет Болонского университета; в Болонье он и провёл почти всю оставшуюся жизнь.
Сперва Гуэррини писал исследования по истории итальянской литературы, затем выступил на литературном поприще со стихотворениями, встретившими довольно холодный приём у читателей и критиков.  
В 1877 году Олиндо Гуэррини выпустил новый сборник стихотворений, озаглавленный «Postumo canzoniere di Lorenzo S., edito a cura degli amici»; не желая называть своей настоящей фамилии и напоминать о своих первых стихотворных опытах, не имевших успеха, он приписал свои стихи Лоренцо Стеккетти, своему двоюродному брату, — в действительности никогда не существовавшему лицу, — будто бы преждевременно ставшему жертвой чахотки и не успевшему лично издать свои произведения. Сборник имел громадный успех и выдержал за короткое время ряд переизданий. 

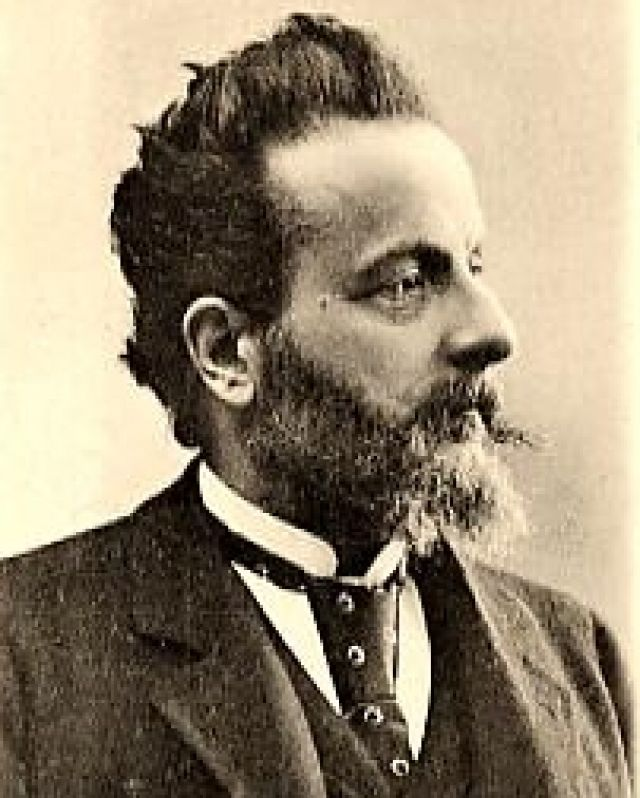
Олиндо Гуэррини

Подражая местами Гейне, Мюссе, Бодлеру, Кардуччи, О. Гуэррини всё же обнаружил недюжинное дарование и произвел большое впечатление той смелостью, с которой он затрагивал в стихотворной форме считавшиеся прежде неприличными или запретными темы (например в «Il canto dell’odio»), смеялся над чопорностью и педантизмом итальянской читающей публики, соединял красивый, поэтический язык с реалистическим описанием жизни, восставал против всего, что стесняет или лишает самостоятельности человеческую мысль. 
Свой взгляд на призвание к поэзии Гуэррини с большей определенностью выразил в двух других сочинениях: «Polemica» и «Nova polemica» (1878) — блестяще написанных памфлетах, в которых, согласно «ЭСБЕ», он заявляет себя  «поборником реализма в поэзии и объявляет войну представителям итальянской поэзии идеалистического направления». Эти произведения создали целую школу последователей автора; в итальянской литературе он стал одним из родоначальников «веризма».
Олиндо Гуэррини умер 21 октября 1916 года в городе Болонье.